# Акура (Телавський муніципалітет)
Акура (груз. აკურა) — село в Грузії.
За даними перепису населення 2014 року в селі проживає 1869 осіб.